# Бергара – Більбао
Бергара – Більбао – газопровід на півночі Іспанії.
Наприкінці 1970-х років проклали газопровід Тівісса – Аро – Бергара, що створило передумови для подачі ресурсу до промислово розвиненого району Більбао. Для цього в 1984 – 1987 роках спорудили трубопровід загальною довжиною 72 кілометра, який складався із двох ділянок – від Бергара до Аррігорріага довжиною 49 кілометрів з діаметром 600 мм і від Аррігорріага до Сантурці завдовжки 23 кілометра та діаметром 400 мм.
У 2003 році почав роботу терімнал для імпорту зрідженого природного газу Білбао ЗПГ. Для видачі його продукції газопровід реверсували і підсилили другою ниткою на ділянці від Сантурці до Аррігорріага довжиною 25 кілометрів та діаметром 750 мм. Наразі імпортований через термінал ресурс можливо також передавати до газопроводів Лемона – Аро та Бергара – Ірун, тоді як турбопровід Гавіота – Лемона забезпечує бідирекціональне сполучення з підземним сховищем газу.
Значним споживачем протранспортованого газу може бути ТЕС Аморебієта.
Описана вище система трубопроводів працює з робочим тиском 7,2 МПа.